# Новаковці
Нова́ковці (болг. Новаковци) — село в Габровській області Болгарії. Входить до складу общини Габрово.

## Населення
За даними перепису населення 2011 року у селі проживали 135 осіб, з них 130 осіб (99,2%) — болгари.
Розподіл населення за віком у 2011 році:
Динаміка населення: